# Avitià
Avitià (en llatí Avitianus) era un metge romà fill de Juli Ausoni i Emília Eònia. Va ser educat per seguir els passos del seu pare com a metge i se'l considerava una jove promesa però va morir molt aviat. Va viure al segle iv. Va ser el germà petit del poeta Ausoni que en un dels seus poemes a Parentalia, lamenta la seva mort prematura i dona alguns detalls de la seva vida.